# Замок Федераун
Замок Федераун (нім. Burgruine Federaun) розміщений на південний захід від міста Філлах землі Каринтія (Австрія).

## Історія

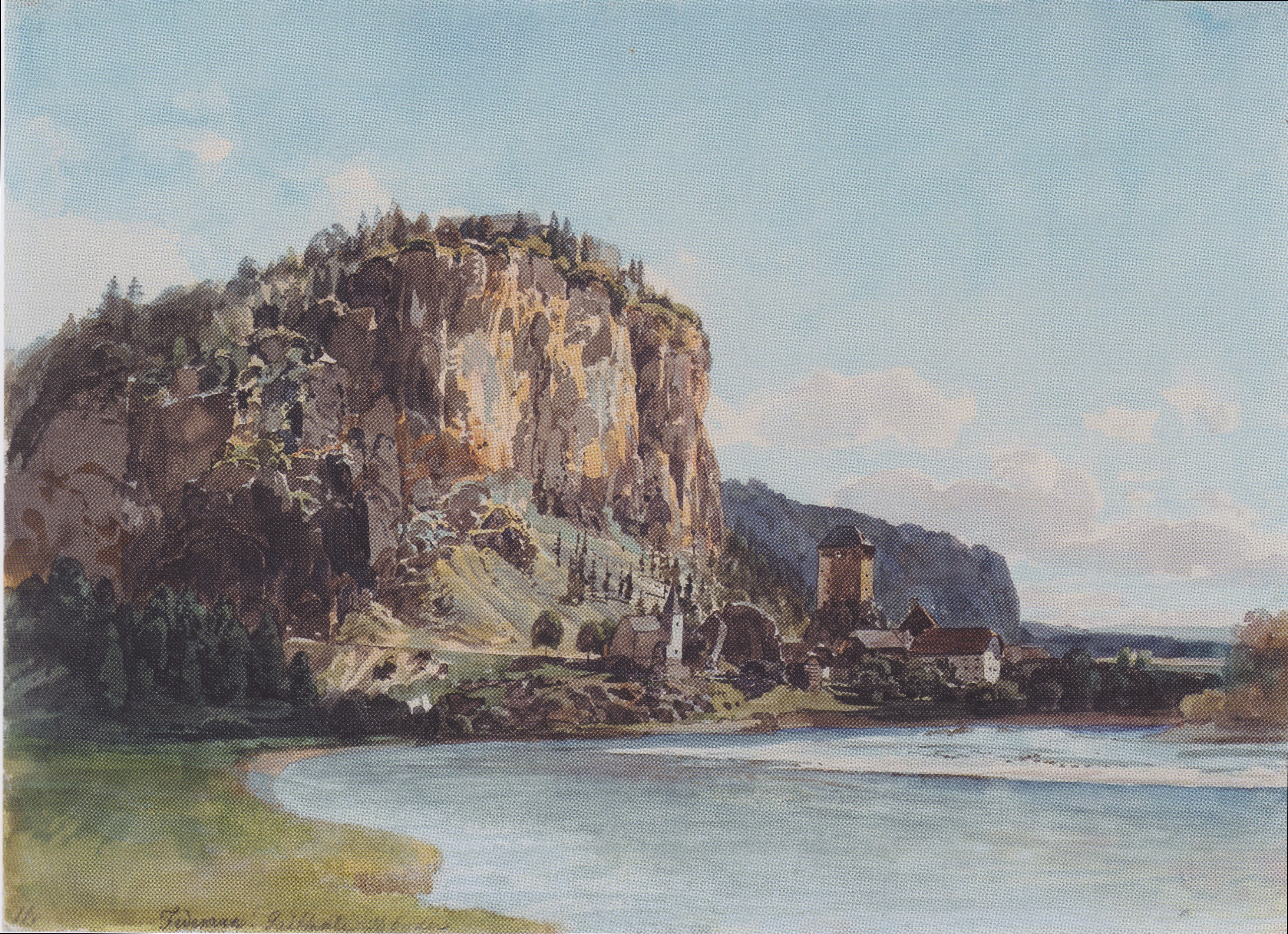
Федераун у долині Тайля. Томас Ендер, 1840

Замок контролював відрізок важливої торговельної дороги Тарвізіо-Філлах, що перетинала під ним річку Гайль. На острові, через який йшов міст, знаходилась сторожева вежа, підконтрольна замку. У середині ХІІІ ст. Рудольф з Розеггу зробив гору осідком грабіжницьких нападів на торгові каравани. Зрештою 1255 єпископ Бамбергу Гайнріх І поклав цьому кінець. Найстаріша документальна згадка замку походить з 1311 року. Занепад замку розпочався наприкінці XVII ст. Від найстарішої західної частини замок розширили на схід, де викопали рів.

## Виноски
- FEDERAUN und THURNEGG [Архівовано 6 жовтня 2014 у Wayback Machine.](нім.)